# 跨越格
跨越格(缩写：supl或sup)一般表示宾语越过或抵达另一宾语的上部(越过或到达顶部的动作很重要)。
英语中相似的功能由名词加介词短语“on top of”、“over”表示；汉语中则是在处所前加“过”或“到...上”：
- I threw the ball on top of the house。“我将球扔[到]房子[上]。”

这种格出现在东北高加索语系采兹语支如采兹语、别日塔语和希努赫语中。